# Мидл-офис
Мидл-офис в финансовом секторе — общее наименование группы подразделений или процессов, отвечающих за проверку и непосредственную обработку клиентских операций. В отличие от фронт-офиса, мидл-офисные работники, как правило, непосредственно с клиентами не контактируют, но при этом осуществляют операции, непосредственно связанные с клиентурой, например, проводят проверку заёмщиков на кредитоспособность, осуществляют ввод данных в информационные системы, полученные из фронт-офиса в неструктурированном виде, фактурируют услуги, контролируют риски, связанные с конкретной сделкой.
Базовые роли в мидл-офисе:
- Казначейство (Treasury)
- Юристы (Compliance)
- Продуктовый контроль (Product Control)
- Управление рисками (Risk Management)

Концепция мидл-офиса возникла в банковской сфере в начале 1990-х годов с целью ликвидировать информационный разрыв между фронт- и бэк-офисом.